# Igor et Grichka Bogdanoff
Pour les articles homonymes, voir Bogdanoff.
Igor et Grichka Bogdanoff sont des animateurs français, producteurs d'émissions de vulgarisation scientifique diffusées à la télévision et essayistes en science-fiction. Nés le 29 août 1949 à Saint-Lary (Gers), ils sont morts à Paris de la  Covid-19 à l'âge de 72 ans, le 28 décembre 2021 pour Grichka et six jours plus tard, le 3 janvier 2022, pour Igor, aucun n’étant vacciné,,.
Formant un duo fusionnel et inséparable tout au long de leur carrière, au point d'être souvent appelés les frères Bogdanoff, les jumeaux Bogdanoff ou tout simplement les Bogdanoff, ils se font connaître du grand public comme vulgarisateurs et conteurs, avec notamment leur émission à succès axée sur la science-fiction : Temps X (1979-1987). S'ils deviennent des personnages médiatiques populaires jusqu'à leur mort, la valeur scientifique de leurs thèses universitaires et la qualité de leur travail de vulgarisation sont sévèrement contestées par la communauté scientifique à partir des années 1990.
Tout en continuant à publier régulièrement des ouvrages de vulgarisation scientifique, les jumeaux Bogdanoff s'éloignent de ce domaine pour se concentrer, dans les années 2010, sur des activités de divertissement à la télévision et à la radio, jouant avec autodérision de leurs personnages et de leur transformation physique spectaculaire autour de laquelle ils entretiendront le mystère.

## Biographie

### Origine
Les jumeaux Igor et Grégoire  Ostasenko-Bogdanoff sont les fils de Youri « Youra » Mikhaïlovitch Ostasenko-Bogdanoff (1928-2012), selon la biographe Maud Guillaumin, émigré russe ayant connu le goulag, arrivé en France en 1945 et devenu simple garçon de ferme dans les Pyrénées,,, ou, selon les frères Bogdanoff, artiste peintre et réfugié politique russe, élevé en Espagne par le prince géorgien Irakli Bagration de Mukhrani, et de Maria « Maya » Dolores Franzyska Kolowrat-Krakowská (1926-1982),, née d’une liaison entre une aristocrate autrichienne (mariée et mère de quatre enfants) et Roland Hayes, chanteur d’opéra noir américain dont elle s'éprend lors d'un concert,. Après avoir ainsi fait scandale,, leur grand-mère maternelle, la comtesse Bertha Kolowrat-Krakowská (cs),, quitte l'Autriche en 1925 et s'installe en France, au château de Saint-Lary (Gers), grande bâtisse qu'elle fait rénover et où sont élevés sa fille adultérine Maya (née à Bâle et non reconnue par son père) puis ses petits-enfants dont elle accompagne l'éducation, au milieu d'un personnel essentiellement slave. La grand-mère autrichienne ayant écarté leur père russe de leur entourage, les jumeaux ne le reverront qu'à l'âge de 10 ans.
Pour ses petits-fils qui la surnomment « Istenne », elle mettra plus tard ses précieuses relations à disposition,et mourra nonagénaire en 1982, quatre mois avant sa fille Maya,.
Ils ont trois sœurs, Laurence, Géraldine et Véronique, et un demi-frère, François Davant.
Les deux frères maîtrisent plusieurs langues comme le français, l'allemand, le russe et l'anglais.
Attachés à leur région natale, ils deviennent, en 1986, propriétaires du château d'Esclignac à Monfort (Gers), bâti au XIe siècle, qui s'est notablement dégradé depuis leur acquisition mais reste habité par leur demi-frère François,,.

### Jeunesse
Les frères Bogdanoff suivent leur scolarité au lycée privé de l’Oratoire, à Auch. Après leur baccalauréat, qu'ils affirment avoir obtenu à 14 ans, et un intermède en Bavière, ils s'installent à Paris.
Adolescents, passionnés par l’aéronautique, ils commencent le pilotage sur planeurs à l'âge de quinze ans, puis deviennent pilotes d'avion et d'hélicoptère. Sur son carnet de vol, Igor comptait 5 000 heures en hélicoptère ; toutefois en 2014, il sera condamné à une amende pour « faux en écriture privée » pour l'avoir « truffé de fausses heures et d’approximations »,.
En 1976, Roland Barthes préface le livre de vulgarisation scientifique Clefs pour la science-fiction que les frères Bogdanoff publient à 28 ans.
Les jumeaux ressentent un besoin de communiquer leurs passions. En septembre 1976, Grichka téléphone sans relâche à la direction de TF1 jusqu'à ce qu'on lui passe le présentateur du journal de 13 heures de l'époque, Yves Mourousi. Le lendemain, ils sont sur le plateau du journal télévisé pour présenter leur livre Clefs pour la science-fiction. Emballé par la prestation des jumeaux, Yves Mourousi leur propose d'animer une séquence consacrée aux robots et aux extraterrestres pendant son émission dominicale Bon appétit. Le thème plaît : cette séquence hebdomadaire leur sert de tremplin. En avril 1979, ils font de leur concept une émission intitulée Temps X, et en assurent l'animation. La même année, ils publient dans la prestigieuse collection Ailleurs et demain l'essai L'Effet science-fiction qui explore les différentes opinions qu'ont, sur la science-fiction, des personnalités du monde de la culture, des sciences ou de la politique.

### Études
Igor Bogdanoff est titulaire d'un diplôme d'études approfondies (DEA) en sémiologie et d'un doctorat en physique théorique.
Grichka Bogdanoff est diplômé de l'Institut d'études politiques de Paris (Sciences Po) et titulaire d'un doctorat en mathématiques,.
À partir des années 1990, les frères Bogdanoff se consacrent à un doctorat sur la cosmologie primordiale,.

### Carrière scientifique
À partir de 2005, les Bogdanoff occupent conjointement la chaire de cosmologie à l'université Megatrend (institution privée et critiquée) des sciences appliquées de Belgrade (Serbie),,.
Entre 2001 et 2003, ils publient différents articles de type universitaire (également critiqués) dans des revues scientifiques telles que Annals of Physics ou Classical and Quantum Gravity,,.
Ainsi, « leurs recherches ont rapidement été remises en question par des scientifiques d’Europe et d’Amérique du Nord, qui ont déclaré que leur travail était si incompréhensible que, du moins au début, ils pensaient qu’il s’agissait très probablement d’un canular des jumeaux en mal d’attention », mais les deux frères ont répliqué qu’ils étaient parfaitement sérieux dans leur démarche.

### Affaire Bogdanoff
L'affaire Bogdanoff est une controverse sur la validité des travaux scientifiques d'Igor et Grichka Bogdanoff. Les critiques à l'origine de ce débat touchent à la fois à leur thèse de doctorat et à leur manière de vulgariser les sciences dans plusieurs ouvrages et à la télévision. 
La controverse atteint une portée mondiale en octobre 2002 lorsque les physiciens Max Niedermaier puis John Baez accusent les jumeaux d'avoir obtenu leur doctorat sur la base de canulars similaires à celui de l'affaire Sokal, information reprise par le New York Times,. Les équipes du CNRS ainsi que la grande majorité de la communauté scientifique considèrent que les publications des Bogdanoff ne peuvent pas être considérées comme des contributions scientifiques,. Un rapport interne au CNRS, daté de 2003 et émis par un collège d'experts, est accablant ; il se conclut par : « Devant autant de non-sens, de confusions et d'incompréhensions manifestes, on ne peut pas les considérer comme des textes scientifiques sérieux ».
Alors que les frères s'étaient prévalus du titre de docteur avant d'avoir soutenu leur thèse et qu'ils ont toujours défendu la qualité et la rigueur de leur travail, le débat sur la validité de leur apport scientifique gagne les médias. Les frères Bogdanoff poursuivent en justice le magazine Marianne pour avoir rendu public le rapport interne du CNRS, ainsi que le magazine Ciel et Espace pour avoir critiqué leurs travaux, et tentent de contester auprès du tribunal la légalité du rapport du CNRS. Ils gagnent leur première action en diffamation contre Marianne en 2014, avant de perdre contre le CNRS devant le tribunal administratif.
Ils poursuivent également un physicien qui critique la validité de leurs thèses et le font condamner pour violation du droit d'auteur pour avoir publié sur son site Web la thèse de Grichka afin d'en faire la critique. Tous deux considèrent que la communauté scientifique est « incapable d’accepter un point de vue atypique » et qu'elle a du mal à supporter leur succès en tant que vulgarisateurs médiatisés.
L'affaire mène à une critique de l'approche de la vulgarisation scientifique faite par les Bogdanoff. Elle sera à l'origine de plusieurs procès et engagera une réflexion entre les physiciens sur la façon dont le système de revue par les pairs peut faillir.
Parallèlement, l'astrophysicien Trinh Xuan Thuan les accuse de plagiat pour leur publication Dieu et la science, entretien avec le philosophe Jean Guitton, parue en 1991, qui reprendrait des passages de son livre La Mélodie secrète (1988), ; cette affaire se réglera à l'amiable.

### Carrière télévisuelle

#### Un sur cinq
Les frères Bogdanoff commencent leur carrière télévisuelle dans l'émission d'Antenne 2 Un sur cinq, animée par Patrice Laffont. Ils y tiennent une rubrique sur la science-fiction, à la suite de la parution, en 1976, de leur premier livre, Clefs pour la science-fiction. Après l'arrêt de l'émission, en 1978, les Bogdanoff quittent Antenne 2 pour TF1.

#### Temps X

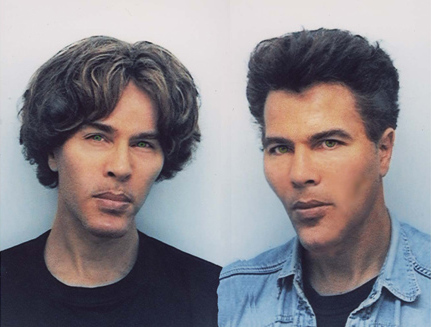
Igor et Grichka Bogdanoff dans les années 1990.

On retrouve ensuite les Bogdanoff le 21 avril 1979 avec l'émission Temps X, sur TF1. C'est le premier magazine télévisé de science-fiction en France. Cette émission, programmée jusqu'au 26 juin 1987, mêle science, science-fiction et culture populaire et devient culte au fil des années.
Les frères Bogdanoff se mettent en scène, habillés de combinaisons futuristes argentées et évoluant dans un décor de vaisseau spatial. Les téléspectateurs y découvrent notamment des séries fantastiques dont certaines sont, à l'époque, encore inédites en France, comme La Quatrième Dimension, Le Prisonnier, Star Trek, Cosmos 1999, Au-delà du réel, Doctor Who, Les Envahisseurs. Sont également proposés des extraits de films culte de science-fiction comme La Mouche noire. L'émission fait participer de futures célébrités, comme le comédien Franck Dubosc en pilote du vaisseau spatial de Temps X ou le futur critique littéraire Frédéric Beigbeder, interrogé à treize ans sur la science-fiction,. Les compositeurs Didier Marouani et Jean-Michel Jarre signent la musique du générique,.
Du côté des sciences, le magazine traite aussi bien des concepts les plus sérieux, tels que la spéculation ou les pseudo-sciences, ou sensationnels tels que les OVNI, la théorie des anciens astronautes, la vie extraterrestre ou l'archéologie fantastique. En futurologie, les frères Bogdanoff évoquent, dès 1980, l'Internet Configuration Control Board (ICCB, créé en 1979) et, début janvier, la prochaine création d'un réseau mondial qu'ils baptisent eux-mêmes « Internex »,. Si l'entreprise est jugée enthousiaste, attachante et artistique, trente ans plus tard, par le quotidien Le Figaro, elle est aussi considérée par celui-ci comme approximative et imprécise.
Parallèlement, Igor et Grichka Bogdanoff assurent la production et la présentation de deux autres magazines scientifiques sur TF1 : 2002 – L'Odyssée du Futur en 1982 (mensuel programmé à 20 h 30) et Futur's, chaque jeudi à 22 h 30, à partir du 7 septembre 1989.

#### Autres émissions
Après une interruption de leur activité télévisuelle d'une dizaine d'années pour effectuer des études (voir ci-après), les frères Bogdanoff retrouvent la télévision en 1999, sur la chaîne 13e rue, avec le magazine hebdomadaire Projet X 13, puis sur France 2 où ils présentent, à partir de 2002 et pendant cinq années, le court programme hebdomadaire Rayons X. Ce magazine de vulgarisation scientifique a la particularité d'être présenté par les répliques virtuelles (avatars) des deux animateurs - procédé qui repose sur une technologie d'imagerie 3D,. La thématique de cette émission, composée de programmes courts quotidiens (deux minutes) et de « spéciales » diffusées quatre fois par an, repose essentiellement sur les évolutions scientifiques et technologiques qui caractérisent le monde moderne, sans plus aborder la science-fiction.
En 2006, ils sont les vedettes d'une série d'annonces publicitaires pour Club Internet, diffusées sur plusieurs chaînes télévisées françaises.
Le 26 mars 2007, les frères Bogdanoff présentent sur la chaîne Sci-Fi une soirée spéciale autour du lancement de la série inédite d'anticipation Century City.
Le 25 octobre 2008, ils démarrent une nouvelle émission baptisée Science X, sur France 2. L'émission reçoit des critiques mitigées. Au lendemain de la première diffusion, la journaliste Charlotte Moreau, du Parisien, estime que « Science X est du jamais-vu à la télévision française » et que « l'amateur de vulgarisation scientifique en a pour tout son saoul ». L'émission est, à l'inverse, très sévèrement critiquée par de la communauté scientifique notamment par Pierre Vandeginste, journaliste scientifique, ancien du magazine La Recherche, qui estime, dans un article issu de son blog et repris par le journal en ligne Rue89, qu'elle propose un « contenu scientifique proche du zéro absolu ». La dernière émission est diffusée le 27 décembre 2008. Le 8 janvier 2009, France 2 annonce que leur émission est « suspendue de tournage » et que la chaîne souhaitait « renégocier le contrat » de ses présentateurs. Les émissions Science X de janvier sont annulées au motif de l'audience jugée insuffisante (environ 8 % de parts de marché sur l'ensemble des cinq premières diffusions, soit une moyenne de 1,1 million de téléspectateurs), à une heure où l'audience compte beaucoup en raison des règles de diffusion de la publicité s'appliquant en 2009 (voir La réforme de France Télévisions). Leur émission fait son retour, renommée Science 2. Diffusée à partir du 28 mars 2009, elle se définit désormais comme l'émission de la découverte avec un spectre de thématiques plus large comme la santé, la nature, les nouvelles technologies. L'émission ne remportant pas le succès escompté, elle disparaît des écrans après le 6 juin 2009.

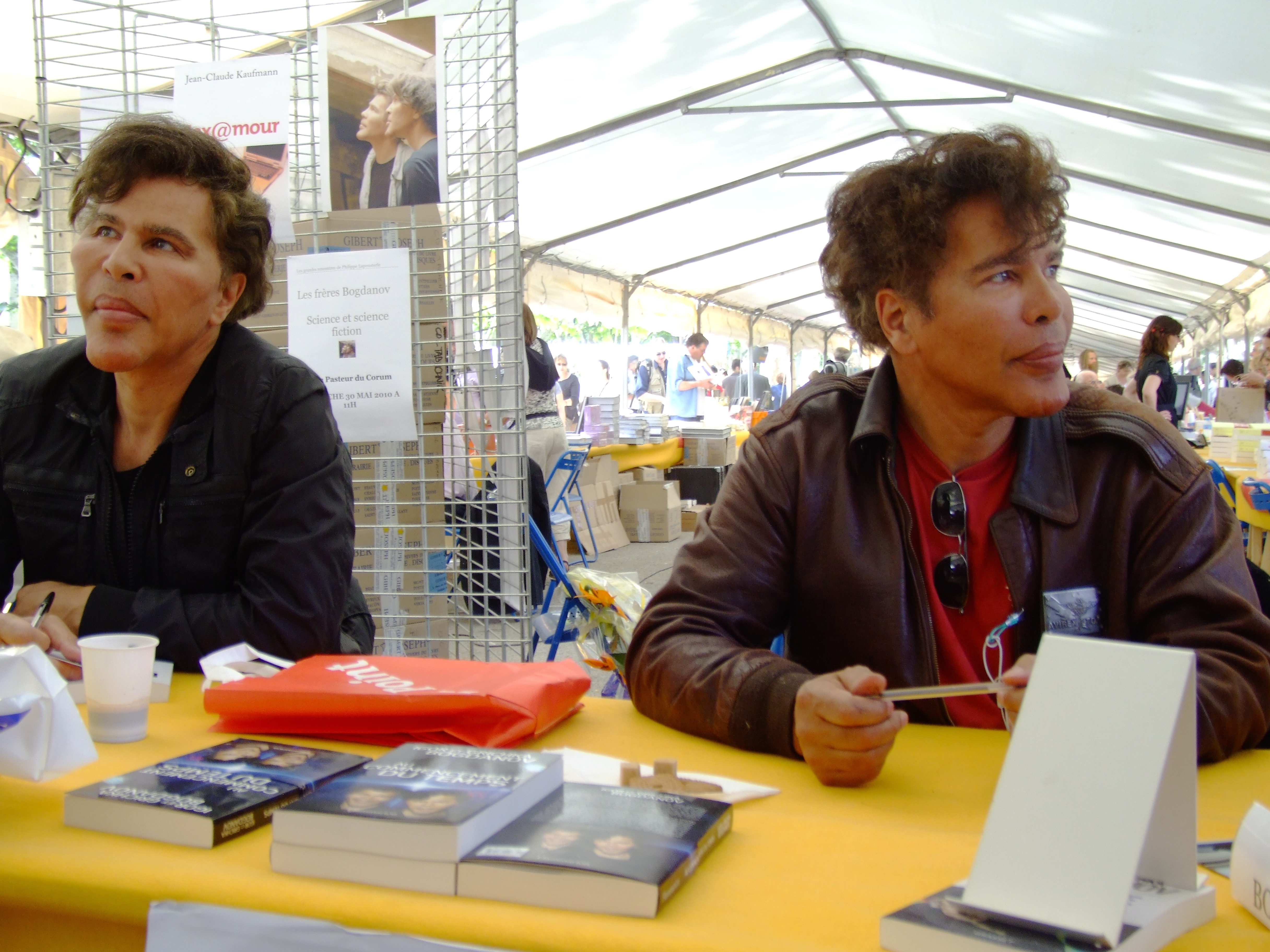
Grichka (à gauche) et Igor (à droite) Bogdanoff à la Comédie du Livre de Montpellier en 2010.

Les jumeaux reviennent en 2010, avec une série de cinq documentaires, intitulée À deux pas du futur, écrite et réalisée par Roland Portiche. Les émissions sont diffusées en seconde partie de soirée les lundis 23, 30 août 2010 et jeudi 6 janvier 2011, puis rediffusées sur France 5 au cours de l'été 2011,.
Le 13 août 2011, ils participent à un sketch du duo d'humoristes Les Lascars gays lors d'une émission spécial été d’On n'demande qu'à en rire présentée par Laurent Ruquier sur France 2.
Ils apparaissent de 2015 à 2016 dans l'épreuve de la Boyard Academy, dans le jeu télévisé Fort Boyard. Depuis mai 2015, ils participent régulièrement à l'émission de radio Les Grosses Têtes sur RTL, animée par Laurent Ruquier.
En 2017, ils deviennent tous les deux chroniqueurs dans l'émission Touche pas à mon poste !, pour présenter une chronique scientifique.
En 2020, ils participent en tant que candidats à l'émission Mask Singer (saison 2), déguisés en perroquets.
Le 6 décembre, ils participent à l'émission Dans le rétro sur France Bleu durant laquelle ils affichent leur soutien au professeur Raoult.

### Mort et obsèques

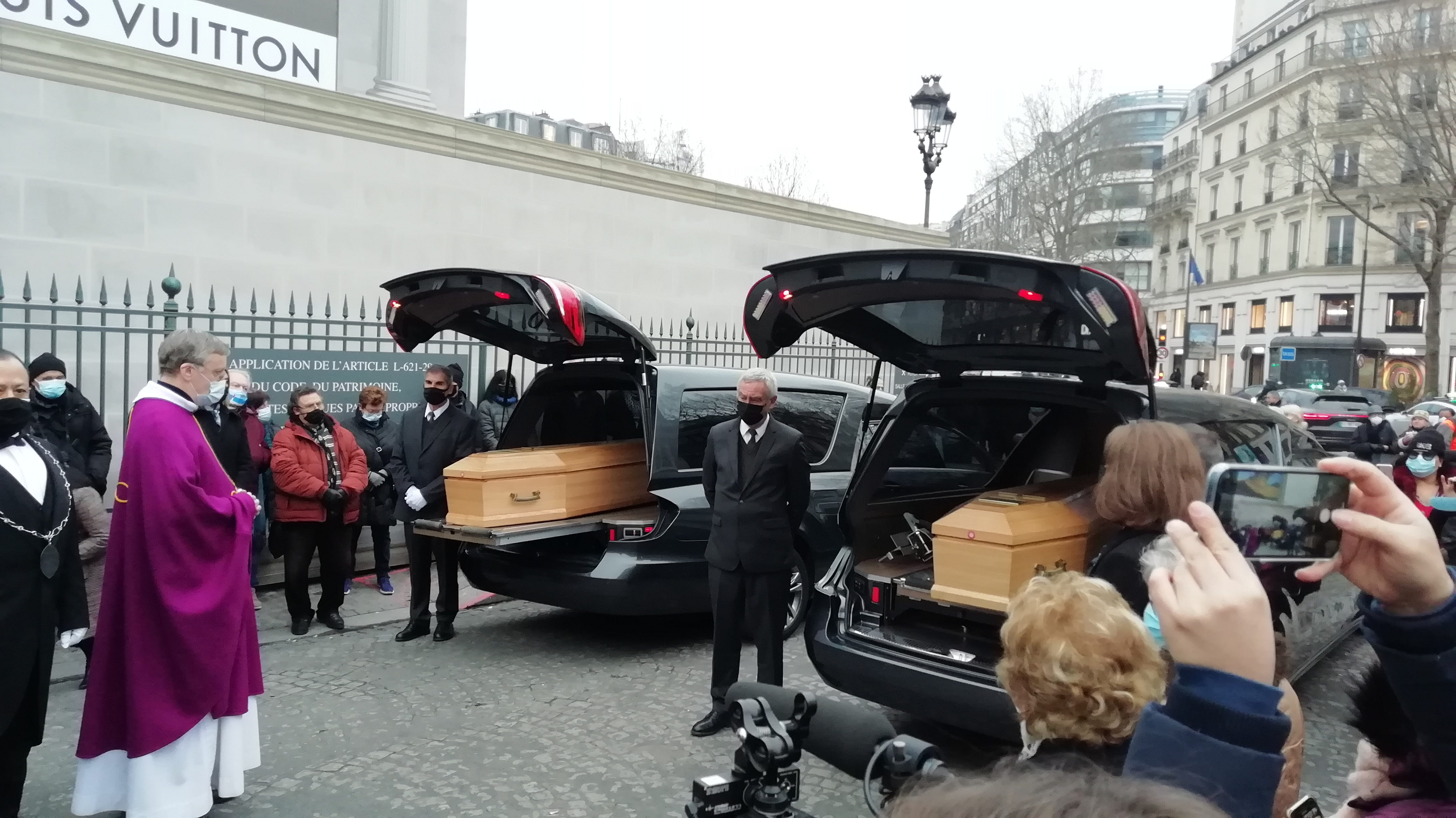
Obsèques d'Igor et Grichka Bogdanoff à l'église de la Madeleine le 10 janvier 2022.

En décembre 2021, les deux frères — non vaccinés pour des raisons personnelles et non politiques, selon les membres de leur entourage,,, — sont infectés par le virus SARS-CoV-2 ; leur état s’aggrave rapidement et ils sont hospitalisés le 15 décembre 2021.
Le 28 décembre, Grichka Bogdanoff meurt à l'hôpital européen Georges-Pompidou,, à l'âge de 72 ans. Alors qu'il est en soins intensifs, Igor meurt le 3 janvier 2022, six jours après son frère, dans le même hôpital. Leurs obsèques ont lieu le 10 janvier 2022 à l'église de la Madeleine dans le 8e arrondissement de Paris,. Ils sont inhumés le 12 janvier dans le caveau familial du cimetière de Saint-Lary (Gers), commune de leur naissance.

### Succession
Le 27 mars 2023, lors d'une émission télévisée, Sasha Bogdanoff, fille d’Igor, fait une déclaration concernant l’héritage de son père. 
Les enfants d’Igor auraient reçu le château d'Esclignac en héritage. Un dossier a été déposé auprès du ministère de la Culture afin que l’État prenne en charge la restauration du château.
Si le château parvient à être mis sous tutelle de l’État, il est convenu qu'il sera ouvert au public pour des visites, des manifestations culturelles et des festivals,.

## Affaires judiciaires

### Condamnation pour faux en écriture privée
Le 30 juin 2014, Igor Bogdanoff est condamné à une amende pour « faux en écriture privée ». L'affaire portait sur son carnet de vol d'hélicoptère « truffé de fausses heures et d'approximations » et portant mention de cinq mille heures de vol en partie sur des machines radiées ou dont l'immatriculation renvoyait à des appareils des services de police et des ambulances. Il déclarait, à l'époque, vouloir faire appel de cette décision.

### Mise en examen et procès pour escroquerie
Lors d'un dîner fin 2017 chez le réalisateur Alain Williams, les Bogdanoff font la connaissance de Cyrille Pien, au profil psychologique fragile, un ancien hôtelier qui a fait fortune, devenu producteur ; ils deviennent amis. Ils se voient ensuite plusieurs fois chez Igor et sortent beaucoup ensemble.
Cyrille Pien, « fasciné » par le duo, souhaite financer le projet du film Noni Le fruit de l'espoir d'Alain Williams, dans lequel les deux frères doivent avoir un rôle. En parallèle, intéressé par le petit manoir à la décoration néo-médiévale, niché dans le XVIe arrondissement de Paris, appartenant à Igor avec lequel il souhaite cohabiter, il signe un chèque de 750 000 euros représentant la moitié de la valeur du lieu. Les deux frères souhaitent lui vendre également, pour un million d'euros, un tiers de la marque Temps X, émission qu'ils ont en projet de relancer sur YouTube. Divers projets à financer sont envisagés, dont l'achat d'un hélicoptère à un million d'euros, des voitures de luxe, un remake de la pièce de théâtre sans succès Big Bang que le duo avait jouée en 2016, la promotion du chanteur Bruno Moneroe, la production d'un documentaire avec le fils d'un diplomate franco-congolais, Tanguy Ifoku, sur « la défense de la forêt primaire » au Congo, dont les deux frères seraient « les conseillers scientifiques, et Cyrille […] le conseiller économique », ainsi que d'autres idées,. Tous ces projets sont présentés à Cyrille Pien pour lui faire croire à des « investissements extraordinaires ». Les importants retraits en espèces sont quotidiens, plusieurs chèques et virements sont émis, pour un spectacle, pour l'achat d'une sculpture… Mais le chèque à six chiffres pour la maison est rejeté ; l'agence Tracfin repère des mouvements suspects et la banque limite les retraits, bloque les opérations et fait un signalement : « M. Cyrille P. a radicalement changé de comportement depuis quelques mois et semble sous l'emprise de plusieurs personnes. Depuis, il réalise des opérations débitrices importantes et inhabituelles en fréquence et en montant. […] nous […] craignons, compte tenu de ses explications, qu'il soit victime d'une escroquerie. »
À la suite du signalement, le parquet estime que l'escroquerie, au détriment de Cyrille Pien, porte sur 800 000 euros. Il est mis sous « sauvegarde de justice », perd l'autorité parentale sur sa fille mineure. En juin 2018, les deux frères, ainsi que Tanguy Ifoku, sont placés en garde à vue pour des soupçons d'escroquerie sur personne vulnérable et tentative d'escroquerie,. Les Bogdanoff sont interrogés au commissariat à Paris, mis en examen puis placés sous contrôle judiciaire avec caution de 50 000 euros. Ils n'ont plus le droit de rentrer en contact avec Cyrille Pien. Ils réagissent, affirmant : « Être ainsi accusés d'abus d'amitié, de confiance sur Cyrille ! Quelle blessure ! Et quelle injure à la vérité », mais reconnaissent toutefois s’« être rendus coupables d’imprudence ou de négligence ». En définitive, ils ne touchent rien de l'argent de Cyrille Pien.
Peu après, Cyrille Pien se suicide à 54 ans, le 30 août 2018, en se jetant des falaises d'Étretat, ce qui donne lieu à l'ouverture d'une enquête préliminaire par le parquet du Havre. « Cyrille n'a pas supporté d'être privé de sa liberté d'être lui-même, d'être placé sous tutelle. Il a été coupé de ses moyens financiers, coupé de sa fille, coupé de ses amis, dont nous étions. Il est parti de très haut et s'est écrasé. Sa disparition est métaphorique », déclare Grichka.
En mars 2020, le parquet de Paris déclenche l'action publique et décide de poursuivre du chef d'« escroquerie aggravée » les frères Bogdanoff, le fils de diplomate franco-congolais Tanguy Ifoku ainsi qu'un ex-manager d'une icône de télé-réalité et Jean-Luc Chetboun, un avocat parisien amateur d'art. Outre les frères Bogdanoff, quatre autres personnes sont renvoyées devant le tribunal correctionnel de Paris, les 20 et 21 janvier 2022.
Du fait de la mort de Grichka Bogdanoff le 28 décembre 2021, « cette procédure s'éteint en l'état à son égard et il restera définitivement présumé innocent ». Avec la mort d'Igor Bogdanoff, le 3 janvier 2022, les poursuites judiciaires prennent fin pour les deux frères, mais les quatre autres personnes restent poursuivies en correctionnelle dans cette affaire,.

## Résumé de carrière

### Carrière audiovisuelle

#### Émissions en tant qu'animateurs-chroniqueurs
- 1976-1978 : Un sur cinq (Antenne 2)
- 1979-1982 : Temps X (TF1)
- 1982-1983 : 2002 – L'Odyssée du Futur (TF1)
- 1983-1987 : Temps X (TF1)
- 1989-1990 : Futur's (TF1)
- 1999-2002 : Projet X 13 (13e rue)
- 2002-2007 : Rayons X (France 2)
- 2007 : Century City (Sci-Fi)
- 2008 : Science X (France 2)
- 2009 : Ils ont marché sur la lune (TV5 Monde)
- 2009 : Science 2 (France 2)
- 2010 : Les Enfants de Temps X (Syfy)
- 2010-2011 : À deux pas du futur (France 2)
- 2015-2016 : Fort Boyard (France 2)
- 2015-2018 : Les Grosses Têtes (RTL)
- 2017 : Touche pas à mon poste ! (C8)

#### Carrière théâtrale
- 2015 : L'Hôtel du libre échange, pièce de Georges Feydeau, mise en scène de Raymond Acquaviva sur France 2
- 2015-2016 : Big Bang au Théâtre du Gymnase Marie-Bell à Paris, à partir du 1er décembre 2015.

#### Cinéma
- 1982 : Chassé-Croisé d’Arielle Dombasle
- 2019 : Le Fruit de l'espoir d’Alain Williams

#### Dessin animé
Igor et Grichka Bogdanoff signent l'idée originale de la série télévisée d'animation Robo Story[réf. souhaitée], produite en 1985 par le studio Bélokapi et réalisée par Michel Pillyser.

### Carrière littéraire
Les frères Bogdanoff ont publié de nombreux ouvrages de science-fiction, de philosophie et de vulgarisation scientifique. Depuis 1990, ils signent leurs livres sous l'orthographe « Bogdanov » avec un « v » final.
- Dieu, la science, les preuves - L'aube d'une révolution, de Miche-Yves Bolloré et Olivier Bonnassies (Guy Trédaniel éditeur, 2021,  (ISBN 978-2-8132-2585-6)), collaboration en tant qu'expert à la rédaction de l'ouvrage[83]
- Clefs pour la science-fiction (essai, signé « Igor et Grichka Bogdanoff »), Paris, Seghers, coll. « Clefs » no 49, 1976, [pas d'ISBN], (BNF 34707099)
- L'Effet science-fiction : à la recherche d'une définition (essai, signé « Igor et Grichka Bogdanoff »), Paris, Éditions Robert Laffont, coll. « Ailleurs et demain. Essais », Paris, 1979,  (ISBN 978-2-221-00411-1), (BNF 34650185)
- Chroniques du « Temps X » (recueil de nouvelles, signé « Igor et Grichka Bogdanoff », préface de Gérard Klein), Paris, Éditions du Guépard, 1981,  (ISBN 978-2-86527-030-9), (BNF 34734883)
- La Machine fantôme (recueil de nouvelles, signé « Igor et Grichka Bogdanoff »), Paris, Éditions J'ai lu, coll. « J'ai lu : science-fiction » no 1921, 1985, 251 p.  (ISBN 978-2-277-21921-7), (BNF 34842073)
- La Mémoire double[84] (roman, signé « Igor et Grichka Bogdanoff »), Paris, Hachette, 1985, 381 p.  (ISBN 978-2-01-011494-6), (BNF 34836249) ; réédition au format poche, Paris, Librairie générale française, coll. « Le Livre de poche » no 6237, Paris, 1986, 441 p.  (ISBN 978-2-253-03970-9) ; réédition au format poche, Paris, Robert Laffont, coll. « Le Livre de poche » no 32676, 2012, 478 p.  (ISBN 978-2-253-16273-5)
- Dieu et la science : vers le métaréalisme entretiens avec Jean Guitton, Paris, Éditions Grasset, 1991, 195 p.  (ISBN 978-2-246-42411-6), (BNF 35458968) ; réédition au format poche, Paris, Librairie générale française, coll. « Le Livre de poche : Biblio essais » no 4366, 2004, 191 p.  (ISBN 978-2-253-13091-8), (BNF 39225402) Trinh Xuan Thuan affirme que certains passages sont copiés de son ouvrage de 1988, La Mélodie secrète[39].
- Avant le Big Bang : la création du monde (essai), (préface d'Arkadiusz Jadczyk), Paris, Bernard Grasset, 2004, 387 p.  (ISBN 978-2-246-50111-4), (BNF 39186446) ; réédition au format poche revue et augmentée avec un prologue de Luc Ferry et une préface de Arkadiusz Jadczyk, Paris, Librairie générale française, coll. « Le Livre de poche » no 30564, 2006, 318 p.  (ISBN 978-2-253-11719-3), (BNF 40163684)
- Voyage vers l'Instant Zéro, Paris, EPA, 2006,  (ISBN 978-2-85120-635-0), (BNF 40986028)
- Nous ne sommes pas seuls dans l'Univers, Paris, EPA, 2007, 191 p.  (ISBN 978-2-85120-664-0), (BNF 41188598)
- Au commencement du temps, Paris, Flammarion, 2009, 317 p.  (ISBN 978-2-08-120832-2), (BNF 42001998)
- Le Visage de Dieu (avant-propos de Robert Woodrow Wilson et postfaces de Jim Peebles, Robert Woodrow Wilson et John C. Mather), Paris Grasset, 2010, 282 p.  (ISBN 978-2-246-77231-6), (BNF 42207600) ; réédition actualisée et illustrée, préfaces de Robert Wilson (prix Nobel 1978), John Mather (prix Nobel 2006) et James Peebles (prix Nobel 2019), éditions Trédaniel, 2019  (ISBN 978-2-8132-2210-7)[85]
- Le Dernier Jour des dinosaures, Paris, la Martinière, 2011  (ISBN 978-2732447100)
- La Pensée de Dieu (postface de Luis Gonzalez-Mestres), Paris, Grasset, 2012  (ISBN 978-2-246-78509-5)
- Le Mystère du satellite Planck (Qu'y avait-il avant le Big Bang ?) (préface et postface de Luis Gonzalez-Mestres), Paris, Eyrolles, 2013  (ISBN 978-2-212-55732-9)[34]
- La Fin du hasard, Paris, Grasset, 2013  (ISBN 978-2-246-80990-6)
- 3 minutes pour comprendre la grande théorie du Big Bang (préface de John C. Mather, postface de Luis Gonzalez-Mestres), Paris, Le Courrier du Livre, 2014  (ISBN 978-2702911211)
- Le Code secret de l'Univers, Paris, Albin Michel, 2015  (ISBN 978-2-226-31921-0)
- Igor Bogdanoff, Grichka Bogdanoff et Gilles Harpoutian, Le Livre des merveilles technologiques, Paris, Éditions Flammarion, 2016, 185 p. (ISBN 978-2-081-37991-6)
- Science minute : le tour des sciences en 80 minutes, Paris, Éditions Trédaniel, 2017 (ISBN 978-2849333952)
- L'équation Dieu, Paris, Grasset, 2019 (ISBN 978-2-246-81268-5)

## Vie privée

### Igor Bogdanoff

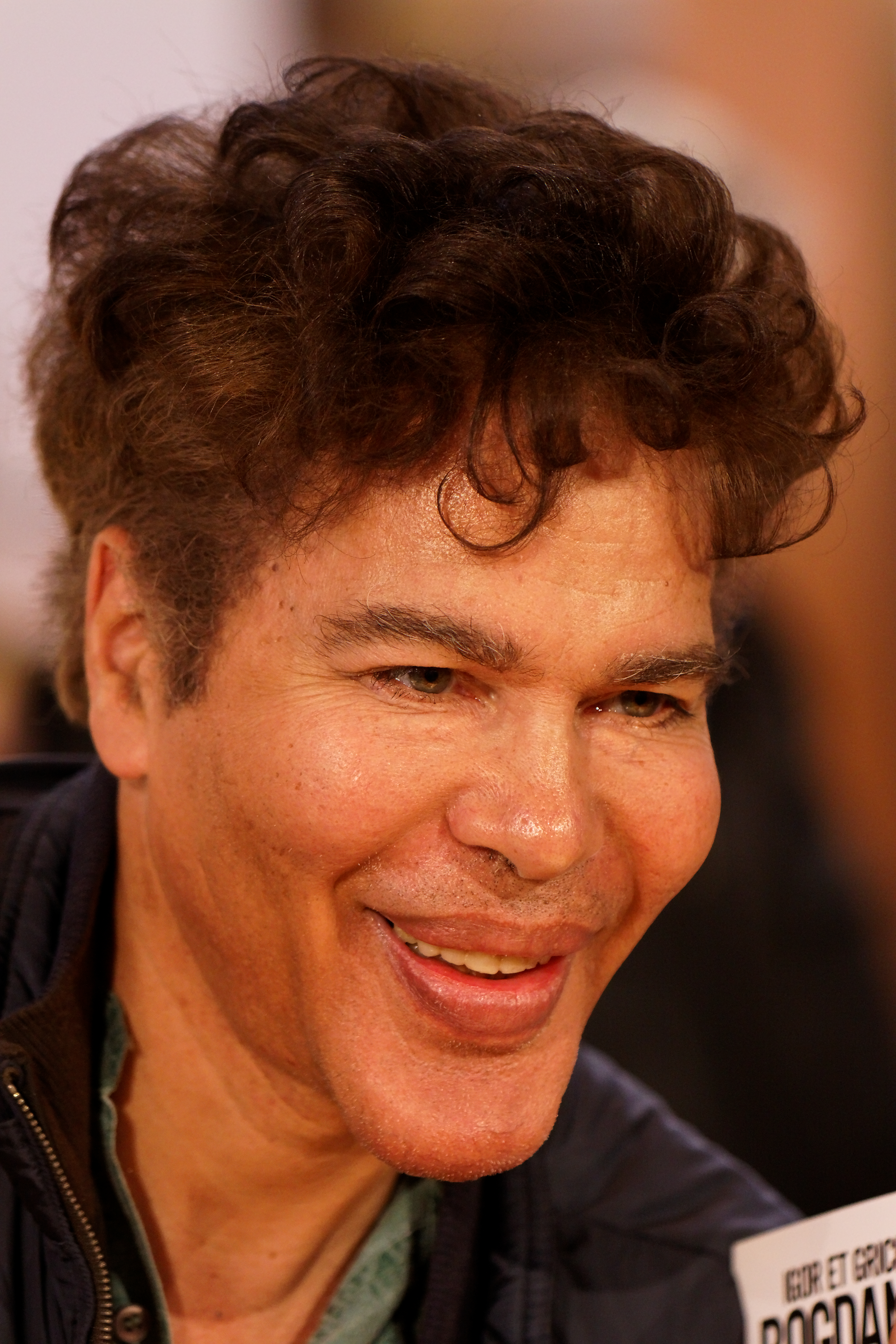
Igor Bogdanoff en 2011.

Igor Bogdanoff est père de six enfants qu’il a eus avec trois femmes différentes.
Dans les années 1970, il a une relation amoureuse avec l'actrice Geneviève Grad, avec laquelle il a un fils, Dimitri, né en 1976.
En 1989, il épouse la comtesse Ludmilla d'Oultremont, ils ont trois enfants : Sasha Bogdanoff, née en 1989, Anna-Clarisa, née deux ans après, et Wenceslas, né en 1994. Ils divorcent en 1994. Le 1er octobre 2009, il épouse en secondes noces, à Paris, l'écrivaine Amélie de Bourbon-Parme, fille naturelle du prince Michel de Bourbon-Parme et de Laure Le Bourgeois, au cours d'une cérémonie civile. Ils fêtent l'événement le 3 octobre 2009 au château de Chambord. Ils ont deux fils : Alexandre, né en 2011, et Constantin, né en 2014.
Séparé d'Amélie de Bourbon-Parme, Igor Bogdanoff a une relation avec Julie Jardon, mannequin et étudiante en neurosciences, de quarante-deux ans sa cadette. Leur relation, tenue secrète pendant plus de deux ans, éclate au grand jour au début de 2017,,,. Cependant, ils se séparent en novembre 2017, Julie Jardon mettant un terme à leur relation, « déçue qu'Igor n'ait pas tenu sa promesse de divorcer de son épouse, Amélie de Bourbon-Parme ». Quelques jours plus tard, Igor Bogdanoff est arrêté et placé sous contrôle judiciaire pour s'être introduit chez elle par effraction et avoir dégradé des biens privés,.

### Grichka Bogdanoff

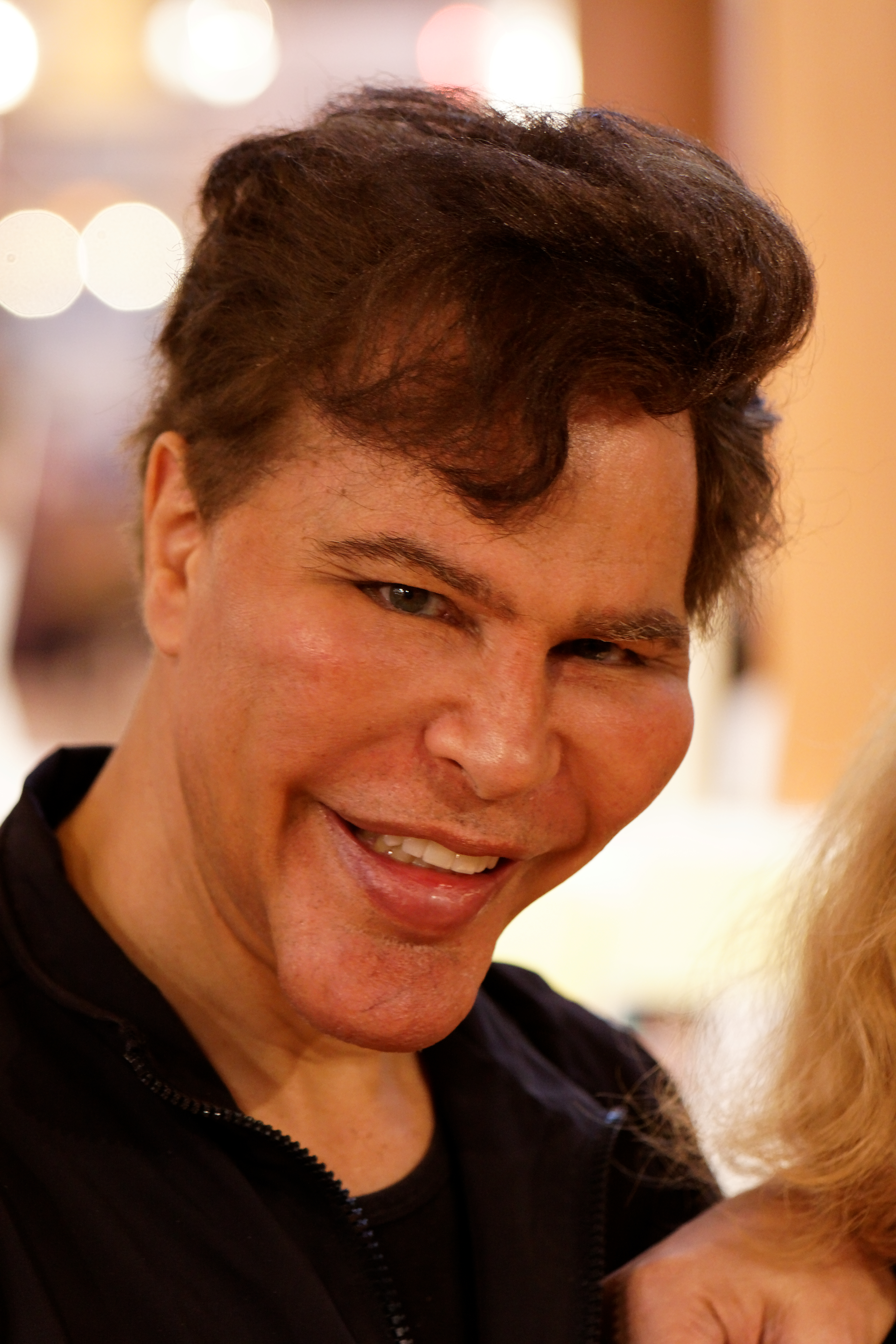
Grichka Bogdanoff en 2011.

Grichka Bogdanoff n'était pas marié et n'a pas eu d’enfants. C'est sa dernière compagne, Chaymae, qui a appelé les secours pour qu'il se fasse hospitaliser.
En 2019, il indiquait avoir été diagnostiqué autiste Asperger, contrairement à son frère. En décembre 2021, il indique que son frère et lui sont tous les deux autistes Asperger. Il précise : « À 11 ans, nous avons passé des tests qui nous ont appris que nous faisons partie du 0,01 % de la population ayant un quotient intellectuel supérieur à 190. »

### Relations
Les frères Bogdanoff font largement part de leurs relations, intellectuelles ou souvent politiques ; ils soulignent leur proximité avec la femme d'affaires Jacqueline Beytout (amie de leur grand-mère) chez qui ils se rendent et où ils rencontrent des scientifiques de renom, même si, depuis, la famille Beytout préfère éviter le sujet.
Ils restent constamment « proches du pouvoir » depuis Mitterrand, et quel que soit le président. « Ils gravitent dans l'orbite du clan Sarkozy », relate aussi L'Express. Par la suite, ils sont présents à l'investiture d'Emmanuel Macron à l'Élysée. Ils ne se cachent pas de leur proximité avec Jacques Pilhan, Pierre Suard, Pierre Charon qui dit pourtant les avoir peu croisés, Jean-Paul Enthoven ou leur ami Luc Ferry qui est présent, entre autres, à la soutenance de thèse de Grichka à Polytechnique ou témoin au mariage d'Igor et leur apporte systématiquement son soutien ; mais également Patrice Hernu (fils de Charles), Laurent Juppé (fils d'Alain), producteur de Rayons X jusqu'en 2007, ou encore Pierre Sarkozy, qui réalise la musique de la même émission.

### Apparence physique
Depuis les années 2000, l'apparence corporelle des frères Bogdanoff suscite des interrogations du fait de la métamorphose remarquable de la physionomie de leur visage dont les traits sont devenus d'abord nettement plus anguleux puis extrêmement saillants au fil du temps (menton, pommettes). Eux-mêmes disent avoir une « gueule d'extraterrestres ».
La cause de cette évolution physique est alors inconnue, ce qui donne lieu à diverses rumeurs et hypothèses : le recours à la chirurgie esthétique ou à la prise d'hormone de croissance pour lutter contre le vieillissement provoquerait de l'acromégalie, etc.,. Interviewés en 2010 par le présentateur de télévision Philippe Vandel, qui leur demande ce qu'ils avaient « fait à [leurs] têtes », les frères Bogdanoff répondent, en citant le cardinal de Retz : « On ne sort de l'ambiguïté qu'à son détriment. »
Le 8 mai 2019, dans l'émission Touche pas à mon poste ! de Cyril Hanouna, Igor et Grichka Bogdanoff feignent de révéler l'origine supposée de leur transformation physique : dans les années 1990, ils auraient été les cobayes d'un laboratoire américain qui aurait modifié leurs visages par des rayonnements afin qu'ils puissent jouer dans une publicité sur le thème des extraterrestres. Ils révèlent le lendemain dans l'émission Morandini Live sur CNews que cette information était « bidon », qu'ils ont dit des « conneries » et préfèrent laisser planer le mystère une fois de plus.
Selon leur ami Jean-Paul Enthoven, les frères Bogdanoff auraient eu recours à des transformations physiques en quête de la jeunesse éternelle. Selon leur ami Luc Ferry, il s'agit d'un « abus de médecine esthétique », et pour leur menton, « c'était juste du botox » qu'ils s'injectaient parfois eux-mêmes. Comme le dévoilera leur biographe Maud Guillaumin, ils se sont fait poser leur première prothèse au menton en 1978. Redoutant la vieillesse tout en comptant sur leur excellente santé, ils ne se soignaient pas.

## Dans la culture
- Dans les années 1980, ils sont parodiés aux Guignols de l'Info[109].
- Les frères Bogdanoff sont parodiés par Les Nuls[110] dans l'épisode 16 d’Objectif Nul (La Quatrième Dimension, 1987) où ils sont interprétés par Antoine de Caunes.
- Ils sont le sujet de la chanson Don't forget the Bodganoff d'Adonis (Lionel Girard), issue de l'album Mais puisque je vous dis que je ne suis pas un chanteur commercial, sorti en 1998[111].
- Dans le film Incognito (2009), Pierre Palmade qui joue son propre rôle raconte au héros, interprété par Bénabar, une liaison fictive avec les frères Bogdanoff[112].
- Les frères Bogdanoff prêtent leur voix à deux militaires extra-terrestres, Vernkot et Nesklin, dans la version française du film d'animation Planète 51[113].
- Dans la série d'animation Dofus : Aux trésors de Kerubim, ils apparaissent en personnage dans l'épisode "Le procès" (Épisode 42)[114]
- En bande dessinée, ils sont parodiés dans le tome 5 de Trolls de Troy (Les Maléfices de la Thaumaturge, 2001) et dans Nabuchodinosaure, où deux frères ptérodactyles se nomment Igor et Grichka. Et dans le tome 9 du Vagabond des limbes (Le labyrinthe virginal, 1981), où deux frères jumeaux leur ressemblant, chargés de l'entretien d'une machine, s'appellent Igor et Grichka. Ils apparaissent également en tant que personnages dans le premier tome de Les Luchadores Five.
- En avril 2012, ils font l'objet d'une chanson humoristique des Rois de la Suède dans l'album Néon Futur (2012). Dans cette chanson, intitulée Les bosses de la Terre/Twin Powers, ils sont représentés comme les protecteurs bienveillants de la Terre, capables d'empêcher de multiples invasions extraterrestres[115].
- En mars 2013, ils apparaissent sous le nom des frères Soares dans le tome 1 de la BD Lastman (Balak, Bastien Vivès)[116][source insuffisante].
- Le 15 avril 2013, sort l'album Comme dans un garage de Didier Wampas et Bikini Machine comportant la chanson Temps X en référence à l'émission télévisée des jumeaux[117]. La chanson évoque une rupture amoureuse entre le chanteur et sa copine qui le quitte pour Grichka Bogdanoff.
- En avril 2015, Cyril Hanouna lance une chanson humoristique intitulée Bogda, Bogda, Bogdanoff, qui tourne en dérision le menton des deux frères ; ceux-ci participent au clip[118].
- L'imitateur Laurent Gerra les parodie régulièrement en ironisant sur leur apparence physique, employant notamment des phrases se terminant phonétiquement par « menton », par exemple « nous nous documentons »[119].
- En 2016, dans son livre Le Club des punks contre l'apocalypse zombie, l'auteur Karim Berrouka fait intervenir un des deux frères Bogdanoff, devenu zombie de France Télévisions[120].